# Shiro Azumi
Shiro Azumi (安積 四郎, Azumi Shiro) was een Japans voetballer die als aanvaller speelde.

## Japans voetbalelftal
Shiro Azumi maakte op 23 mei 1923 zijn debuut in het Japans voetbalelftal tijdens een Spelen van het Verre Oosten tegen Filipijnen. Shiro Azumi debuteerde in 1923 in het Japans nationaal elftal en speelde 3 interlands.

## Statistieken
| Japans voetbalelftal | Japans voetbalelftal | Japans voetbalelftal |
| Jaar                 | Wed.                 | Dlp.                 |
| -------------------- | -------------------- | -------------------- |
| 1923                 | 2                    | 0                    |
| 1924                 | 0                    | 0                    |
| 1925                 | 1                    | 0                    |
| Totaal               | 3                    | 0                    |